# Estádio Municipal João Havelange
Estádio Municipal João Havelange – stadion wielofunkcyjny w Uberlândia, Minas Gerais, Brazylia, na którym swoje mecze rozgrywa klub Uberlândia Esporte Clube.

## Bibliografia

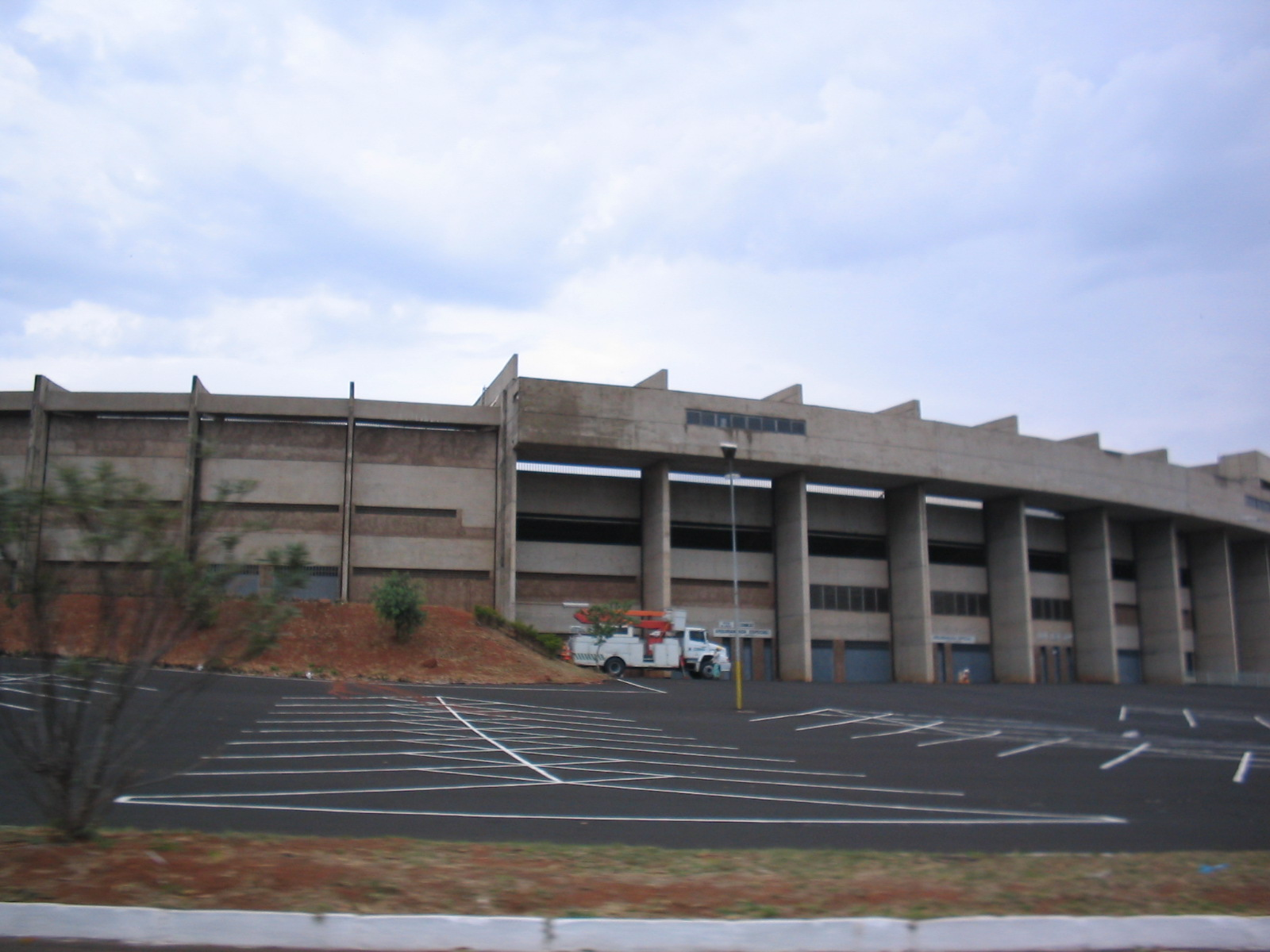